# Kamasz Melinda
Kamasz Melinda (? –)  magyar közgazdász, újságíró, szerkesztő.

## Életpályája
Kamasz Melinda előbb a   Fellegi Tamás vezette Nemzeti Fejlesztési Minisztérium sajtófőnöke volt, majd a Világgazdaság című gazdasági napilap főszerkesztő-helyettese volt 13 évig. Ezután a Figyelő gazdasági hetilap főszerkesztő-helyettese volt hét éven át, 2018. májusáig. Azóta a a növekedés.hu gazdasági honlap alapító-főszerkesztője.
A Superbrands zsüritagja. 

## Díjai, elismerései
- Digitalhungary.hu díja (2016)